# Isac Crus
Isac Crus (Cruus), född omkring 1680, död 1751, var en nederländsk bataljmålare.
Crus var elev till konstnären  Johann Philip Lemke. Han var inflyttad till Sverige 1736 och var verksam i Stockholm 1737-1740. Han var svärfar till Olof Arenius och lärare till Johan Edvard Mandelberg.